# Sistema de Informação do Mercado Interno
O Sistema de Informação do Mercado Interno (IMI) é uma rede informática que liga entidades públicas no Espaço Económico Europeu. O IMI foi desenvolvido pela Comissão Europeia, em conjunto com os Estados-Membros da União Europeia, para acelerar a cooperação administrativa a nível transfronteiriço. O IMI permite que as administrações públicas a nível nacional, regional e local identifiquem as suas congéneres de outros países e troquem informações com elas. Perguntas e respostas pré-traduzidas, bem como tradução automática, permitem que as entidades de cada país usem a sua própria língua para comunicar.

## Contexto
A legislação da União Europeia relativa ao Mercado Interno torna obrigatória para as autoridades competentes em cada Estado-Membro a prestação de assistência às autoridades congéneres de outros Estados-Membros, mediante a prestação de informações. Alguma legislação também impõe a comunicação entre os Estados-Membros e a Comissão Europeia (por exemplo, para a notificação das medidas nacionais de implementação do Direito da União Europeia). O IMI foi desenvolvido para facilitar este intercâmbio regular de informações.
O IMI foi lançado em fevereiro de 2008. Os respetivos desenvolvimento e manutenção foram financiados pelo programa Soluções de interoperabilidade para as administrações públicas europeias a partir de julho de 2010. O ISA é o sucessor do programa IDABC, que financiou o IMI inicialmente e chegou ao fim em 31 de dezembro de 2009.
O IMI é uma das ferramentas de governação do Mercado Único. Outras dessas ferramentas são “A sua Europa”, “A sua Europa – Aconselhamento”, SOLVIT e os “Balcões Únicos”.
O IMI segue uma abordagem “privacidade desde a conceção” – garantindo a privacidade e proteção de dados em todas as fases de desenvolvimento do IMI – que foi desenvolvida mediante consulta à Autoridade Europeia para a Protecção de Dados.

## Atores principais
O IMI foi implementado de forma descentralizada, pelo que a sua aplicação na prática é da responsabilidade dos Estados-Membros. Existem vários atores que desempenham um papel na rede do IMI.

### Autoridades Competentes
As autoridades competentes são os utilizadores finais do IMI. Trata-se das entidades públicas às quais foi atribuída a responsabilidade de lidar com certos aspetos da aplicação da legislação do Mercado Interno. Estas entidades podem funcionar a nível nacional, regional ou local.

### Coordenadores do IMI
Existe um coordenador nacional do IMI (NIMIC) em cada Estado-Membro, muitas vezes sediado num ministério nacional. A sua função consiste em garantir o bom funcionamento do IMI no respetivo país. Os coordenadores do IMI podem delegar algumas das suas responsabilidades em coordenadores adicionais, responsáveis, por exemplo, por uma área legislativa ou por uma região geográfica, dependendo das estruturas administrativas de cada Estado-Membro.

### Comissão Europeia
A Comissão Europeia é responsável pela manutenção e desenvolvimento da ferramenta e pelos serviços de linha de apoio e de formação. A Comissão também gere e apoia a rede de coordenadores do IMI, promove a expansão do IMI e prepara relatórios sobre o funcionamento do sistema.

## As opções de trabalho do IMI
O IMI oferece aos seus utilizadores uma série de opções de trabalho, a fim de possibilitar diferentes tipos de cooperação administrativa entre os Estados-Membros do Espaço Económico Europeu.

### Pedidos de informação
Quando uma autoridade competente precisa de informações de uma autoridade congénere noutro Estado-Membro, pode enviar um pedido de informações. Este mecanismo de intercâmbio usa listas de perguntas e respostas pré-traduzidas e disponíveis em todas as línguas da UE. Também é possível anexar documentos. Apenas as autoridades competentes diretamente envolvidas numa troca de informações terão acesso ao conteúdo. Um exemplo prático de um pedido de informações é o de um professor alemão que gostaria de continuar a sua atividade em Portugal. A autoridade portuguesa precisa de verificar a autenticidade do respetivo diploma digitalizado. Tal autoridade pode, então, utilizar o IMI para enviar um pedido de informações à autoridade congénere na Alemanha, a qual pode aceitar o pedido e devolver uma resposta à autoridade em Portugal. Graças às perguntas e respostas pré-traduzidas, ambas as autoridades podem comunicar na sua própria língua.

### Notificações
As notificações são baseadas no intercâmbio de informações de um-para-muitos, em que as autoridades podem alertar ou notificar uma ou mais autoridades competentes e/ou a Comissão Europeia. Por exemplo, a Diretiva relativa aos serviços no mercado interno requer que os Estados-Membros se alertem mutuamente quanto a possíveis riscos para a saúde e segurança das pessoas ou para o meio ambiente causados no âmbito da prestação de serviços.

### Repositórios de informação
Os repositórios de informação do IMI são bases de dados que armazenam informações específicas sobre determinadas áreas legislativas. Um exemplo de um tal repositório é o diretório dos registos mantidos por autoridades competentes em todo o Espaço Económico Europeu. Este diretório está equipado com funções de pesquisa multilingue. O conteúdo de um repositório pode ser acedido, quer por um grupo restrito de autoridades competentes, quer por todos os utilizadores do IMI.

## Quadro Legal
O IMI é utilizado em todos os Estados-Membros do Espaço Económico Europeu, para a cooperação administrativa prevista na Diretiva relativa ao reconhecimento das qualificações profissionais (2005/36/CE), pela Diretiva relativa aos serviços no mercado interno (2006/123/CE) e, a título experimental, pela Diretiva relativa ao destacamento de trabalhadores. O IMI está a ser expandido para cobrir outras áreas legislativas, por exemplo, o Regulamento relativo ao transporte rodoviário profissional transfronteiriço de notas e moedas de euro entre os Estados-Membros da área do euro e a Diretiva relativa ao exercício dos direitos dos doentes em matéria de cuidados de saúde transfronteiriços.
O IMI visa tornar-se numa "caixa de ferramentas" flexível ao serviço da cooperação administrativa, contribuindo para a melhoria da governação do mercado interno.
O Regulamento do IMI, que entrou em vigor em dezembro de 2012, é uma lei da UE que estabelece um quadro legal abrangente para o IMI. O Regulamento fornece um conjunto completo de regras para o tratamento de dados pessoais no âmbito do IMI e prescreve um método para a expansão futura do IMI a outras áreas legislativas.

## References
1. ↑  «A sua Europa»
2. ↑  «A sua Europa – Aconselhamento»
3. ↑  «SOLVIT»
4. ↑  «Balcões Únicos»
5. ↑  «Diretiva relativa aos serviços no mercado interno». 12 de dezembro de 2006. Consultado em 17 de janeiro de 2013
6. ↑  «Diretiva relativa ao reconhecimento das qualificações profissionais». 7 de setembro de 2005. Consultado em 17 de janeiro de 2013
7. ↑  «Diretiva relativa ao destacamento de trabalhadores». 16 de dezembro de 1996. Consultado em 17 de janeiro de 2013
8. ↑  «Regulamento relativo ao transporte rodoviário profissional transfronteiriço de notas e moedas de euro entre os Estados-Membros da área do euro». 16 de novembro de 2011. Consultado em 17 de janeiro de 2013
9. ↑  «Diretiva relativa aos direitos dos doentes». 9 de março de 2011. Consultado em 17 de janeiro de 2013
10. ↑  «Comunicação Maior cooperação administrativa para uma melhor governação do mercado único: Uma estratégia para a expansão e desenvolvimento do Sistema de Informação do Mercado Interno (IMI)» (PDF). 21 de fevereiro de 2011. Consultado em 17 de janeiro de 2013
11. ↑  «Regulamento IMI (Regulamento (UE) n.º 1024/2012)». 25 de outubro de 2012. Consultado em 17 de janeiro de 2013